# Corydioidea
Corydioidea (лат.) — надсемейство насекомых из отряда таракановые. Он содержит два ныне существующих семейства, Corydiidae и Nocticolidae, включающие около пятидесяти родов и двухсот пятидесяти видов, а также вымершее семейство Liberiblattinidae. Представители этого надсемейства встречаются по всему миру, в основном в жарких и засушливых местах обитания.